# 杯状隙蛛
杯状隙蛛（学名：Coelotes tryblionatus）为暗蛛科隙蛛属的动物。在中国大陆，分布于四川等地。该物种的模式产地在四川青城山。